# Natura 2000-område nr. 57 Silkeborgskovene
Natura 2000-område nr. 57 Silkeborgskovene er et EU-habitatområde (H181), der har et areal på i alt 1.455 hektar, hvoraf størstedelen (1.409 ha) er statsejet.
Området er en del af det skovdominerede søhøjland syd og øst for Silkeborg, og er et kuperet landskab formet af store erosionsdale, hvor der nu er søer og som gennemløbes og afvandes af Gudenåen. Silkeborgskovene er (hvis man medregner de store plantager mod syd) en del af Danmarks største sammenhængende skovområde og er naturligt delt i de fire store statsskove Nordskov, Vesterskov, Østerskov og Sønderskov, men omfatter også dele af Lysbro Skov og Rustrup Skov.
Søerne udgør ca. 1/6 af habitatområdets areal, bl.a. Borresø, Thorsø, Almindsø, Ørnsø og den op til 12 m dybe Slåensø. I nordenden af Østerskoven ligger tre rene, brunvandede søer, Uglsø, Mørksø og Avnsø, omgivet af artsrig mosenatur. Både skov- og søområderne har stor rekreativ værdi og benyttes til både sejlads og skovture. Vest for Versterskov ligger moseområdet Tranevig, og mod syd i dalen der adskiller Vesterskoven fra Rustrup Skov ligger engene Jenskær med en lille opstemmet sø. I Nordskoven i den østlige del af området ligger Hårup Sande, hvor flyvesand har dannet lave klitter i tidligere tiders sandflugt. Her grænser habitatområdet op til den udgravede Schousbyes Sø.
Af det samlede areal på 1355 hektar er de godt 314 ha (22%) omfattet af naturbeskyttelseslovens § 3:
- 12,2 km vandløb
- 254 ha sø og vandhuller
- 48 ha mose
- 4 ha hede
- 8 ha fersk eng[1][2]

Natura 2000-planen er vedtaget i 2011, hvorefter kommunalbestyrelserne
og Naturstyrelsen udarbejdede bindende handleplaner for
gennemførelsen af planen. Planen videreføres og videreudvikles i senere planperioder.
Natura 2000-området ligger i Silkeborg Kommune, og naturplanen koordineres med vandplanen 1.5 Randers Fjord.

## Eksterne kilder og henvisninger
1. 1 2 3  Miljøstyrelsen Midtjylland (juni 2023). "Naturplan 2022-2027  Natura 2000-område nr.  57 Silkeborgskovene" (PDF). mst.dk. Miljøstyrelsen. Arkiveret (PDF) fra originalen 31. maj 2024. Hentet 2. juni 2024.
2. 1 2 3  
Miljøstyrelsen Midtjylland (november 2021). "Revideret basisanalyse 2022-2027  Natura 2000-område nr. 57 Silkeborgskovene" (PDF). mst.dk. Miljøstyrelsen. Arkiveret (PDF) fra originalen 31. maj 2024. Hentet 2. juni 2024.
3. ↑  "Natura 2000-planlægning 2022-2027". mst.dk. Miljøstyrelsen. 2023. Arkiveret fra originalen 29. marts 2024. Hentet 11. maj 2024.

- Kort over området på miljoegis.mim.dk/
- Plandokumenter for Natura 2000-områderne i Jylland Øst for perioden 2022-2027.
- EF-habitatområde H181 Silkeborgskovene Arkiveret 17. januar 2014 hos  Wayback Machine på wikisilkeborg.dk